# 久美濱縣
久美濱縣（日语：／ Kumihama ken */?）是日本於1868年為管轄過去幕府在丹後國、丹波國、但馬國、播磨國、美作國的直屬領地及旗本領地所設立的縣，分布在現今的京都府北部、兵庫縣西部、岡山縣東北部；在1869年位於但馬國、播磨國、美作國的區域被劃出新設為生野縣，其餘位於丹後國及丹波國的區域在1871年被併入豐岡縣。

## 歷史
江戶時代幕府在京都附近的久美濱及但馬國的生野分別設有久美濱代官所及生野代官所負責管轄位於丹後、丹波、但馬、播磨、美作5國的直屬領地及旗本領地；1868年江戶幕府結束後，新政府分別在久美濱設立久美濱縣，繼續管理原久美濱代官所管轄的區域，而生野奉行管轄的區域原本是設立府中裁判所負責管理，但僅4個月就取消府中裁判所，直接併入久美濱縣管轄。
1869年，將原屬生野代官所管轄的但馬、播磨、美作區域劃出新設生野縣，同時位於但馬國南部的部分區域則劃入篠山藩，此後久美津縣的轄區僅剩餘位於丹後及丹波兩國內。
1870年縣廳遷移到位於豐岡，隔年1871年第一次府縣整併中，位於丹波、丹後及但馬國的11個縣被整併為豐岡縣，當時擔任久美濱縣權知事的小松彰則繼續擔任豐岡縣權令。

## 歴任知事
| 職稱       | 姓名     | 上任日期                | 卸任日期               | 備註                             |
| ---------- | -------- | ----------------------- | ---------------------- | -------------------------------- |
| 知事       | 伊王野坦 | 1868年閏4月28日（舊曆） | 1870年11月23（舊曆）   | 鳥取藩出身的西洋學者             |
| 知事       | 井田譲   | 1870年11月23日（舊曆）  | 1870年12月19日（舊曆） | 前生野縣知事、原大垣藩藩士       |
| 權知事     | 小松彰   | 1870年12月19日（舊曆）  | 1871年11月2日（舊曆）  | 原松本藩士、同時兼任生野縣権知事 |
| 參考資料： |          |                         |                        |                                  |